# Romanowo (województwo podlaskie)
Romanowo – wieś w Polsce położona w województwie podlaskim, w powiecie białostockim, w gminie Michałowo.
W latach 1975–1998 miejscowość położona była w województwie białostockim.
Wierni prawosławni należą do parafii Podwyższenia Krzyża Świętego w Jałówce.